# Video Days
Video Days je eden najvplivnejših rolkarskih filmov, ki ga je leta 1991 izdalo podjetje Blind, posnel in zrežiral pa Spike Jonze. Film je dolg 24 minut, večina rolkanja pa se dogaja na ulicah, le Ritcher in Gonzales pa rolkata tudi vertikalno. 
V videu so bili prikazani triki, ki so bili revolucionarni za tiste čase, vsi rolkarji pa so zasloveli, tudi po zaslugi lepega sloga izvajanja trikov. Pred tem je bil zelo znan le Gonzales. Ta film je tako zgodovinsko pomemben, da mu je bila posvečena Summer 2003 številka ON video revije.
Po izidu Blindovega tretjega videa What if?, je podjetje izdalo tudi set 2 DVDjev, na katerem so vsi njihovi dosedanji videi, Video days pa je bil kot skrit bonus dodan tudi v prvi verziji What if? videa. Video days lahko vidimo tudi v ozadju v filmu Mularija.
| - Guy Mariano | - Intro War - Lowrider |